# Rebelión de Jorge Voiteh

Bulgaria bajo el dominio bizantino. Se muestran las diversas rebeliones contra el imperio que acontecieron durante el siglo, entre ellas de la Jorge Voiteh.

La rebelión de Jorge Voiteh (en búlgaro: Въстание на Георги Войтех, serbio: Словенски устанак у Поморављу o Rebelión eslava en Pomoravlje') fue un alzamiento búlgaro contra el Imperio bizantino que tuvo lugar en 1072. Fue el segundo intento importante de restaurar el Imperio búlgaro después de la rebelión de Pedro Delyan de 1040-1041.
Los principales requisitos para la rebelión fueron la debilidad de Bizancio después de las invasiones de los pechenegos en el bajo Danubio, de la gran derrota a manos de los turcos selyúcidas en la batalla de Manzikert (1071) y de la invasión de los normandos del sur de Italia y el aumento de los impuestos durante el reinado de Miguel VII.  La rebelión fue preparada por la nobleza búlgara en Skopie dirigida por Jorge Voiteh. Los nobles nombraron caudillo al hijo de Miguel, príncipe serbio de Doclea, Constantino Bodin, ya que era descendiente del emperador búlgaro Samuel.  En el otoño de 1072, Constantino Bodin llegó a Prizren, donde fue proclamado zar de los búlgaros con el nombre de Pedro III. El príncipe serbio le envió trescientos soldados al mando del voivoda Petrilo.
Constantinopla envió inmediatamente a Damián Dalaseno con un ejército para ayudar al estratego del Thema de Bulgaria, Nicéforo Caranteno. En la batalla que siguió al encuentro de los dos bandos, el ejército bizantino fue completamente derrotado. Dalaseno y otros comandantes bizantinos fueron capturados y las tropas búlgaras tomaron Skopie.
Después de esta victoria, los rebeldes trataron de ensanchar el territorio bajo su control. Constantino Bodin se dirigió al norte y llegó a Niš. Dado que algunas ciudades búlgaras con guarniciones bizantinas no se rindieron, fueron incendiadas. Petrilo marchó hacia el sur y conquistó Ohrid y Devol. Sin embargo, los bizantinos y algunos jefes búlgaros que habían rechazado reconocer la autoridad de Pedro III vencieron a su gran ejército cerca de la ciudad de Kastoria.
Constantinopla despachó otro ejército fue enviado al mando de Miguel Saronita. Este tomó Skopie y, en diciembre de 1072, venció al ejército de Constantino Bodin en un lugar conocido como Taonios (al sur de Kosovo Polje). Constantino Bodin y Jorge Voiteh fueron apresados. El ejército que el príncipe Miguel envió para ayudar a su hijo no consiguió nada, porque su jefe, un mercenario normando, desertó a los bizantinos. La rebelión fue finalmente aplastada en 1073 por el dux Nicéforo Brienio.